# Liebe und andere Verbrechen (2008)
Liebe und andere Verbrechen (Originaltitel: Ljubav i drugi zločini) ist ein Sozialdrama mit Elementen einer Filmkomödie des serbischen Regisseurs Stefan Arsenijević aus dem Filmjahr 2008. Lakonisch thematisiert er Umbruch und Anpassung, Liebe und Abschied in der trostlosen Umgebung des vom Kosovokrieg geprägten Neu-Belgrad.
Der Film wurde am 10. Februar 2008 auf der Berlinale 2008 erstmals international aufgeführt und feierte seine Serbienpremiere am 17. September 2008. Er war auch Programmfilm der Stuttgarter Tage des serbischen Films vom 9. bis 12. Dezember 2012. Beim Sofia International Film Festival 2008 erhielt er den Preis für die beste Regie.

## Handlung
Der Film zeigt Szenen eines einzigen grauen Wintertages vom frühen Morgen bis in die späte Nacht.
Die Serbin Anica ist ihr tristes Dasein als Geliebte des alternden Schutzgelderpressers Milutin leid, der sie zwar gern in seinem Bett, aber nicht als Foto in seiner Wohnung sieht. Sie plant, der schäbigen grauen, nach den jugoslawischen Bürgerkriegen und dem NATO-Luftkrieg heruntergekommenen Plattenbausiedlung Belgrads mit Hilfe Milutins Geldes zu entkommen. Dieser verbirgt seine mafiösen Aktivitäten hinter der Fassade eines Solariums und beutet ärmliche Imbisse und Videotheken der Umgebung aus, wobei es über den abgefackelten Kiosk an der Grenze zum Nachbarviertel zum Konflikt mit der dortigen Bande kommt. Milutins vierzehnjährige Tochter – ihre Mutter starb bei der Geburt – zeigt autistische Züge und wird auf dem Hochhausdach von Milutins jungem Helfer Stanislav durch das Mitsingen ihres melancholischen Liedes vom Sprung in die Tiefe bewahrt. Angesichts der Probleme und der eigenen Tristesse versinkt auch Milutin am Schreibtisch für Stunden in stummer Reglosigkeit, während Anica den ihr lieben und vertrauten Menschen Geschenke bringt, ohne sich zu offenbaren.
Stanislav, der sich rührend um seine früheren Chansonerfolgen in Paris nachtrauernde Mutter kümmert, kann nicht nur von seinem Fenster aus in Anicas Wohnung im Hochhaus gegenüber sehen, sondern ahnt auch ihre Pläne. Er ist seit seiner Pubertät heimlich in die viel ältere Frau verliebt und erschlich sich zur Schulzeit von ihr Russischnachhilfe. Unbeholfen nähert er sich ihr nun endlich an und überredet sie gar zu einem Besuch bei sich daheim, um sich ihr per Video als Zauberkünstler zu präsentieren. Angesichts dieser ganz anderen Qualitäten träumt auch er von einem neuen Leben im Ausland und versucht, Anica für eine gemeinsame Sache einzunehmen, was ihm schließlich ein Stück weit gelingt: Anica offenbart ihren Plan, abends den frisch gefüllten Safe im Solarium zu plündern, und verabredet sich dort mit ihm.
Als Milutin wieder zu sich kommt, schickt er Stanislav mit dessen Sangeskünsten und roten Rosen als Bote zu einer Geliebten aus früheren Tagen. Diese findet zwar Stanislav reizend, will aber Milutin noch immer nicht vergeben, dass er sie für die Mutter seiner Tochter vor siebzehn Jahren verließ. Währenddessen stiehlt Anica Milutins Geld allein. Sie legt schließlich einen kleinen Teil davon zurück in den Safe – und außerdem zum Abschied ihr Foto.
Anschließend wartet Stanislav lange Zeit vergeblich auf Anica, bis diese es sich wiederum anders überlegt und ins dunkle Solarium zurückkehrt. Doch auch Stanislav hat seine Idee fallen gelassen und will Anica überreden, mit ihm in Belgrad zu bleiben. Nach einem zärtlichen Kuss fährt Anica allein zum Flughafen, während Milutin in einer Bar Stanislavs Bericht anhört und dessen Mutter auf der Bühne immer wieder das Chanson vom Hochhausdach singen lässt. Beiläufig eröffnet er, ebenfalls von Anicas Plänen gewusst und sogar mit Absicht mehr Geld als üblich in den Safe gelegt zu haben.
Noch bevor Anica sich schließlich mit schwerem Herzen neben einem leeren Platz im Flugzeug einen Whisky bestellt, wird Stanislav durch zwei Schüsse von dem jungen Gangster der konkurrierenden Bande niedergestreckt, der ihn bereits nachmittags mit einer Pistole bedroht hatte. Stark blutend liegt er im Gras und sieht im dunklen Nachthimmel hoch über sich eine Maschine ziehen.

## Kritiken
„In seinem lakonischen Drama Liebe und andere Verbrechen zeigt der junge serbische Regisseur Stefan Arsenijevic, wie Menschen reagieren, wenn ihre vertrauten Muster und Verhaltenskodices kollabieren. Genau beobachtend genügen ihm wenige Gesten, um mit einer sehr klaren und zurückgenommenen Bildgestaltung die Figuren so tiefgründig zu zeichnen, dass jedes moralische Urteil schwer fällt. […] Es ist gerade die formelle Nüchternheit von Arsenijevícs erstem abendfüllendem Spielfilm, die ein nachhaltiges Beklommenheitsgefühl erzeugt. […] Das Verharren in einem Vakuum zwischen Aufbegehren und Akzeptanz trifft die Befindlichkeiten im zusammenwachsenden Europa auf den Kopf. Damit weist der Film weit über seinen osteuropäischen Schauplatz hinaus, in dem sich viele Entwicklungen, die auch an anderen Orten stattfinden, einfach nur noch deutlicher herauskristallisieren.“

„Der Regisseur Arsenijevics versteht es den Zuschauer mit tiefschwarzen Humor zum Schmunzeln zu bringen […] Liebe und andere Verbrechen ist ein wunderbar gelungener Film, der es versteht einen etwas anderen Blick auf das serbische Belgrad zu werfen.“